# Parc Clichy-Batignolles
El parc Clichy-Batignolles - Martin Luther King és un espai verd públic en fase de condicionament al  17è districte de París, no gaire luny de la square des Batignolles. Hi ha previstes de condicionar 10,8ha a terminis, de les que quatre ja són obertes d'ençà el 2007.

## Desenvolupament sostenible
Ha estat concebut per Jacqueline Osty sota la idea de desenvolupament sostenible amb:
- un balanç d'emissions de carboni nul·les o prop de zero.
- concepció i gestió òptima de l'energia (emprant un aerogenerador i de panells solars.
- recuperació de les aigües pluvials.
- gestió de les deixalles.
- utilització de plantes poc consumidores d'aigua.
- utilització de plantes autòctones que demanen poc adob i  insecticides.

## Els diferents espais
Comprèn:
- un estany de 2900m² permetent el reciclatge de l'aigua de pluja i de l'aigua del Sena.
- 433m² d'espais de jocs per als petits.
- 520m² per als nens d'edat mitjana.
- 1200m² per als jocs de pilotes (terrenys descoberts).
- 915m² per al skatepark.
- 390m² per a la pràctica del bàsquet.
- bancs de fusta.